# 溺灣

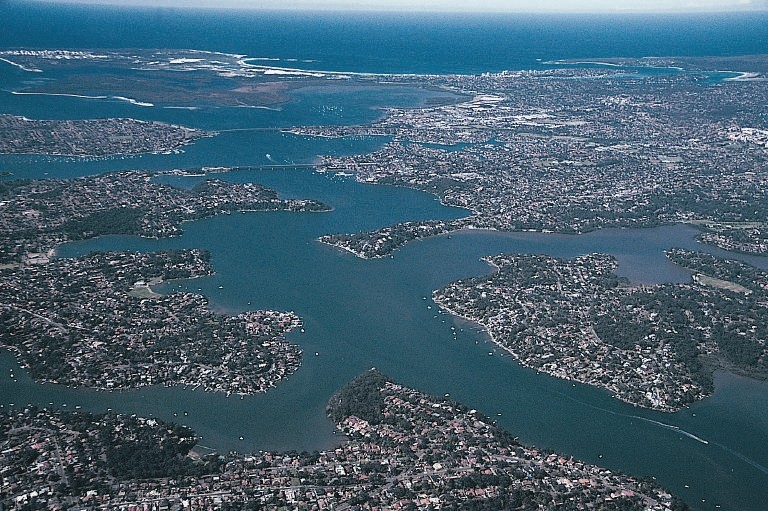
悉尼南部乔治斯河一帶的溺灣海岸

溺灣（英語：ria），又稱為谷灣，是海岸線地形的一種，屬水海岸的一種型態。溺灣是一種狹長的楔形入海口，是由非冰河挖蝕、由河流自然侵蝕而成、原本與海相連的開放性河谷，因陸地下沉或海平面上升之故，在局部沉沒至海中之後所形成的崎嶇海岸線。溺灣地形通常會保留沖積平原的部分地理特徵，例如樹幹狀或甚至枝晶狀的邊緣，但有時也會見到呈直線狀、沒有明顯分歧的外觀。:360-364
溺灣海岸（英語：ria coast）通常是由一系列方向平行的溺灣接連排列而成，兩兩相鄰的溺灣之間有比較明顯、向内陆延伸的山脊相隔。當陸地沉沒至海水中時，原本的河口沉入水中，山脊則成為伸入海中的岬狀地形，在海湾附近连成一片非常不规则的锯齿状海岸线。有部分地勢較高的山峰，會在離海岸一段距離之處冒出水面形成岛屿，因此在海岬外羅列數個帶狀分布的小島，是溺灣海岸常見的一種地理特徵。:360-364
亞洲地區幾個著名的溺湾地形包括了中國大陸廣東珠江口東側的大亞灣與大鵬灣、台灣北部的基隆港與南方澳，或日本本州島日本海側的長崎港與太平洋側的三陆海岸等。地質較古老的西歐地區大西洋岸也有不少溺灣地形，例如英國的樸次茅斯港 、西班牙的巴斯克地區。至於分別位在美國東西岸的契沙比克灣與舊金山灣，也是象徵性的溺灣地形。